# Vinagre Chinês
O vinagre é um composto bastante utilizado na culinária num geral, tendo origens de 8.000 a.C. Pode-se dizer que existem versões do vinagre com base na região e na maneira que foram descobertos, sendo, uma dessas formas, o vinagre chinês. O vinagre chinês, apesar de sua origem em nível cultural na China, é um produto mundialmente distribuído, podendo ter uma diversidade de odores e sabores tudo com base na forma de preparo, tornando-o ao mesmo tempo único por sua origem e diverso por suas múltiplas facetas. 

## Fermentação em meio sólido
O  vinagre (ácido acético) de forma geral apresenta uma rota bioquímica que possui processos anaeróbios e processos aeróbios, mas o vinagre chinês é produzido via fermentação em meio sólido. A fermentação em meio sólido se trata de um processo fermentativo na ausência de fluxo corrente de água, havendo apenas certa umidade no meio. Esse processo tem vantagens para atividades em escala artesanal, não sendo muito prático para produções em nível industrial.

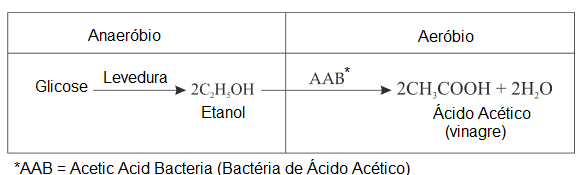
Bioquímica geral na produção do vinagre separando as etapas nas categorias aeróbio e anaeróbio. (Traduzido)

#### Utilização debiorreatoresem escala de bancada

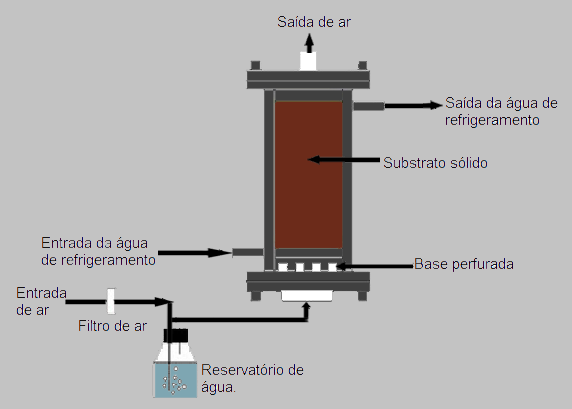
Representação de um reator tubular vertical de fermentação em estado sólido.

Nesse modelo de fermentação, pode haver a utilização de biorreatores para realização do processo. Essencialmente, há no reator presença de um substrato sólido misturado com os microrganismos referentes ao processo. Através de furos na base do reator, ocorre passagem de ar que, previamente, passou por um filtro a fim de evitar impurezas como outros microrganismos, em seguida passando por um reservatório de água para deixar o ar mais úmido e umidificar o meio. Por fim esse ar sai por um furo na outra extremidade do reator. A fim de manter a temperatura constante, existe um sistema de refrigeração no qual passa-se água a uma determinada temperatura por fora do reator. O compartimento no qual é colocada tal água chama-se camisa de refrigeração (Ver Reator em batelada).

### Produção do vinagre chinês
O processo de produção do vinagre chinês se inicia através da preparação do Koji através do uso de fungos que sejam capazes de realizar a quebra do amido em glicose (sacarificação). O Koji por si só se trata de uma mistura de substrato (rico em amido) e metabólitos de microrganismos tais quais enzimas (Amilases). Os microrganismos que podem estar contidos no Koji não são especificados mas podem ser: Aspergillus, Rhizopus, Mucor e Penicillium, podendo variar de acordo com o tipo de Koji.
Em sequência, deixa-se o Koji ir reagindo para que as enzimas quebrem os açúcares, produzindo por fim uma solução de glicose. Uma vez pronta tal solução, é misturada com uma cultura de leveduras para que estas realizem a fermentação alcoólica. O próximo passo se trata da mistura do produto obtido na etapa anterior com bactérias ácido-acéticas a fim de que as mesmas realizem a fermentação ácido acética, obtendo-se assim o ácido acético. Por se tratar de algo cultural muito difundido não especifica o uso de alguma levedura ou bactéria específica, desde que realize a fermentação, seja esta a alcoólica ou a ácido-acética.
Por fim, chega-se na etapa decisiva na produção do vinagre: a maturação. Nessa etapa, deixa-se o ácido acético em repouso, por um tempo previamente consultado na sua fonte de informação, visto que nesta etapa ocorre a formação dos ésteres, responsáveis pelo cheiro e sabor do mesmo. De tal forma, dependendo do tempo de maturação, diferente pode ser o gosto e o odor do vinagre obtido ao final do processo.

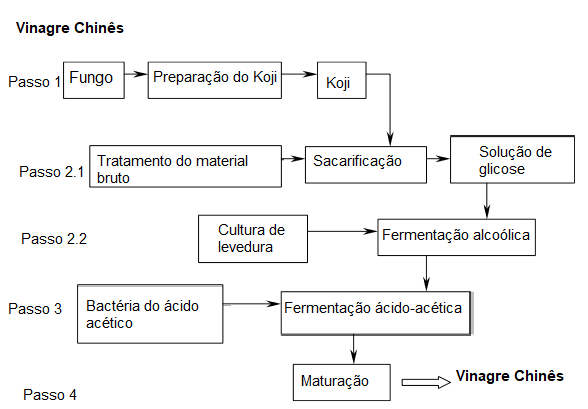
Processo geral da produção do vinagre chinês dividido nas 4 etapas principais. (Traduzido)